# 그리고리 키리옌코
그리고리 아나톨리예비치 키리옌코(러시아어: Григо́рий Анато́льевич Кирие́нко, 1965년 9월 29일~)는 소련과 러시아의 전직 펜싱 선수로 주 종목은 사브르이다. 1992년 하계 올림픽과 1996년 하계 올림픽에서 남자 사브르 단체전 금메달을 획득했으며 세계 선수권 대회에서 금메달 7개, 은메달 3개, 동메달 1개를 획득했다.